# Управа за дигиталну агенду
Министарство спољне и унутрашње трговине и телекомуникација обавља послове државне управе у области информационог друштва. У саставу овог министарства образован је 26. 07. 2012. године посебан орган — Управа за дигиталну агенду.

## О Управи
Министарство спољне и унутрашње трговине и телекомуникација обавља послове које се односе на: утврђивање политике и стратегије развоја везане за Информационо друштво, припрему Законa, других прописа, стандарда и мера везаних за Електронско пословање, мере за потстицање истраживања и развоја у области информационог друштва, развој и унапређење академске односно образовне и научно-истраживачке рачунарске мреже, координацију у изради стратешко-развојних докумената на нивоу Републике Србије , заштиту података и информациону безбедност, међународне послове везане за Информационо друштво, као и друге послове одређене законом.
Као посебан орган, Управа за дигиталну агенду, у складу са Законом, обавља стручне послове и послове државне управе који се односе на пружање информационих услуга, истраживање у области информационо-комуникационих технологија, примену интернет технологија у раду органа државе, развој и примену стандарда у увођењу информационо-комуникационих технологија како у државним органима, тако и у органима локалне самоуправе и другим јавним службама, опште спровођење стратегија у областима електронске комуникације и информационог друштва. Надлежност Дигиталне агенде односи се и на стварање услова за реализацију пројеката који се финансирају како из сопствених ресурса, ресурса добијених из сарадње са другим државним органима, тако и ресурса фондова ЕУ, донација и других облика развојне помоћи у области информационог друштва и електронских комуникација. Основна унутрашња јединица је Сектор за одрживи развој Дигиталне агенде у чији састав улазе Одељење за развој Дигиталне агенде и Група за праћење пројектних активности и промовисање информационо-комуникационих технологија.

## Сектор за одрживи развој Дигиталне агенде
Послови за које је задужен Сектор за одрживи развој Дигиталне агенде односе се на: спровођење стратегија и истраживање у области информационог друштва и електронских комуникација, примену интернета и пружање информационих услуга, електронско издавање временског жига, послове везане за реализацију пројеката (стварање услова за реализацију, брига о изворима средстава, вођење евиденције и предложеним пројектима, припрема и подношење извештаја о процесу планирања пројеката, предлагање пројеката у складу са релевантном процедуром и припрему документације, благовремено обезбеђивање средстава, организовање, спровођење и контрола спровођења пројекта, сарадња са надлежним органима и иностраним донаторима ради добијања прецизних информација, и, звештавање о степену реализације пројектних активности које се финансирају из фондова ЕУ, билатералних донатора, као и буџетских средстава), промоцију Дигиталне агенде, административне и стручне послове, организовање стручних скупова и јавних расправа, промовисање информационо-комуникационих технологија и њихова примена у раду државних институција...

### Одељење за развој Дигиталне агенде
У овом одељењу обављају се послови који се тичу пружања информационих услуга и примене информационих технологија и интернета у раду државних органа, територијалне аутономије, локалне самоуправе и јавних служби, процеса преласка на дигитално емитовање радио и ТВ сигнала, развоја и унапређења академске, односно образовне и научноистраживачке рачунарске мреже, припрему и праћење пројеката у области развоја информационог друштва.

### Група за праћење пројектних активности и промовисање информационо-комуникационих технологија
У овом одсеку обављају се послови који се односе на припрему стратешких и програмских докумената, идентификацију и формулацију пројеката за коришћење средстава кроз програме ЕУ и других међународних организација везаних за информационо друштво и електронске комуникације, предлагање пројеката, припрему документације, припрему и праћење пројеката, вођење евиденције о свим предложеним пројектима у области информационо-комуникационих технологија. Послови се односе и на благовремено обезбеђивање средстава за реализацију пројеката, сарадњу са надлежним органима и иностраним донаторима, припрему извештаја, организацију и координацију у току реализације пројеката, промовисање информационо-комуникационих технологија, израду и подношење извештаја, контролу исправности рачуна, популаризацију Дигиталне агенде, припрему публикације, организовање стручних скупова, јавних расправа и семинара, промовисање информационо-комуникационих технологија са циљем унапређења јавности рада државних институција, размену искустава...
Одређене послове из делокруга Управе обављају самостални извршиоци изван свих унутрашњих јединица. Радом Управе руководи директор Соња Талијан. Управа не пружа услуге заинтересованим правним и физичким лицима.

## Награде
Министарство спољне и унутрашње трговине и телекомуникација - Управа за Дигиталну агенду и Министарство унутрашњих послова добитник је ПЛАКЕТЕ ДИС за 2013. годину, за пројекат „Електронска услуга издавања регистрационе налепнице коришћењем Портала еУправа“ у категорији „развијена и примењена информатичка услуга“. Захваљујући овом пројекту, грађанима је омогућено продужење регистрације возила електронским путем, без одласка у надлежну полицијску станицу. На тај начин повећано је учешће информационих технологија у свакодневној комуникацији становништва и државне администрације.

## Напредак
Према истраживању које су објавиле Уједињене нације 2012. године Србија је сврстана међу три земље у свету које су оствариле највећи напредак у протекле две године. Србија је напредовала за чак 30 позиција и заузела 51. место на светској ранг листи. Србија се о том питању приближила земљама Европске уније. е-Управа има велики значај за грађане и привреду јер омогућава већу ефикасност и транспарентност рада државне администрације и директно утиче на смањење корупције.
У земљама широм света овој области поклања се велика пажња, улажу се и издвајају средства за унапређење и побољшање стања у електронској управи.